# Europese kampioenschappen rodelen 2024
Het Europees kampioenschap rodelen 2024 vond 13 en 14 januari 2024 plaats in Innsbruck, Oostenrijk.

## Programma
| Datum      | Tiijd | Onderdeel                  |
| ---------- | ----- | -------------------------- |
| 13 januari | 09:00 | Vrouwen individueel 1e run |
| 13 januari | 10:30 | Vrouwen individueel 2e run |
| 13 januari | 11:55 | Mannen dubbel 1e run       |
| 13 januari | 12:43 | Vrouwen dubbel 1e run      |
| 13 januari | 13:40 | Mannen dubbel 2e run       |
| 13 januari | 14:32 | Vrouwen dubbel 2e run      |
| 14 januari | 10:00 | Mannen individueel 1e run  |
| 14 januari | 11:30 | Mannen individueel 2e run  |
| 14 januari | 13:30 | Team Relay                 |

## Medaillewinaars
| Discipline          | Kampioen                                                                                         | Tweede                                                                                               | Derde |
| ------------------- | ------------------------------------------------------------------------------------------------ | --- | --- |
| Mannen individueel  | Jonas Müller                                                                                     | Nico Gleirscher                                                                                      | Max Langenhan                                                                                             |
| Vrouwen individueel | Madeleine Egle                                                                                   | Julia Taubitz                                                                                        | Anna Berreiter                                                                                            |
| Mannen dubbel       | Oostenrijk Thomas Steu Wolfgang Kindl                                                            | Letland Martins Bots Roberts Plume                                                                   | Duitsland Tobias Wendl Tobias Arlt                                                                        |
| Vrouwen dubbel      | Duitsland Jessica Degenhardt Cheyenne Rosenthal                                                  | Italië Andrea Voetter Marion Oberhofer                                                               | Letland Marta Robezniece Kitija Bogdanova                                                                 |
| Relay               | Oostenrijk Madeleine Egle Thomas Steu Wolfgang Kindl Jonas Müller Selina Egle Lara Michaela Kipp | Duitsland Julia Taubitz Tobias Wendl Tobias Arlt Max Langenhan Jessica Degenhardt Cheyenne Rosenthal | Italië Verena Hofer Emanuel Rieder Simon Kainzwaldner Dominik Fischnaller Andrea Voetter Marion Oberhofer |

## Medaillespiegel
| #      | Land       | Goud | Zilver | Brons | Totaal |
| ------ | ---------- | ---- | ------ | ----- | ------ |
| 1      | Oostenrijk | 4    | 1      | 0     | 5      |
| 2      | Duitsland  | 1    | 2      | 3     | 6      |
| 3      | Italië     | 0    | 1      | 1     | 2      |
| 4      | Letland    | 0    | 1      | 1     | 2      |
| Totaal | Totaal     | 5    | 5      | 5     | 15     |